# Peckhamia prescotti
Espèce
Synonymes
- Sarinda fusca Kraus, 1955

Peckhamia prescotti est une espèce d'araignées aranéomorphes de la famille des Salticidae.

## Distribution
Cette espèce se rencontre au Panama et au Salvador.

## Description
Le mâle holotype mesure 3,52 mm et la femelle paratype 3,65 mm.

## Systématique et taxinomie
Cette espèce a été décrite par Chickering en 1946.
Sarinda fusca a été placée en synonymie par Richman et Cutler en 1988.

## Publication originale
- Chickering, 1946 : « The Salticidae of Panama. » Bulletin of the Museum of Comparative Zoology, vol. 97, p. 1-474 (texte intégral).